# Soul Jah Love
Soul Jah Love (* 22. November 1989; bürgerlicher Name: Soul Musaka; † 16. Februar 2021 in Harare) war ein simbabwischer Zimdancehall-Sänger.

## Biografie
Soul Jah Love wuchs in Harare als Halbwaise auf und verließ früh das Elternhaus. Ab seinem 7. Lebensjahr litt er unter Diabetes mellitus; mehrmalige Hospitalisierungen ließen ihn an Gott glauben. Er besuchte die Mhofu Primary School, die Prospect Primary School und danach die Lord Malvern High School, wo er ein starkes Interesse für Musik entwickelte. Er heiratete die Zimdancehall-Musikerin Bounty Lisa; sie beeinflussten sich gegenseitig in ihrer Musikerkarriere.
Soul Jah Love gelang 2012 der musikalische Durchbruch mit dem Song Ndini uya uya. Sämtliche simbabwischen Radiostationen spielten den Song ab und er landete einige Wochen lang zuoberst in den simbabwischen Charts. Er veröffentlichte zudem erfolgreiche Musik mit Shinsoman. 2013 gewann er zwei Preise bei den Zim Dancehall Awards („Best Collaboration“ und „Best Upcoming Artist“). 2014 ehrte er Präsident Robert Mugabe mit einem Song. 2013 wurde er zum drittbesten männlichen Dancehall-Künstler gewählt. Er wurde zu einem der wenigen Dancehall-Sänger, die an der Seite einer Liveband spielen (die bislang größte nach denjenigen von Oliver Mtukudzi und Alick Macheso). 2016 wurde er auf dem Weg zu einem Konzert in Victoria Falls durch einen Autounfall in Gweru schwer verletzt.
Er trug unter anderem mit seinem Song Kuponda nhamo aus dem Jahr 2015 wesentlich dazu bei, dass sich Zimdancehall als politisches Ventil für die wirtschaftlich unterdrückte Bevölkerung Zimbabwes etablierte.
Er starb am 16. Februar 2021 an den Folgen der Diabeteserkrankung.